# Luís Teixeira
Luís Teixeira o Ludovico Teixeira (fl. XVI secolo) è stato un cartografo e matematico portoghese.

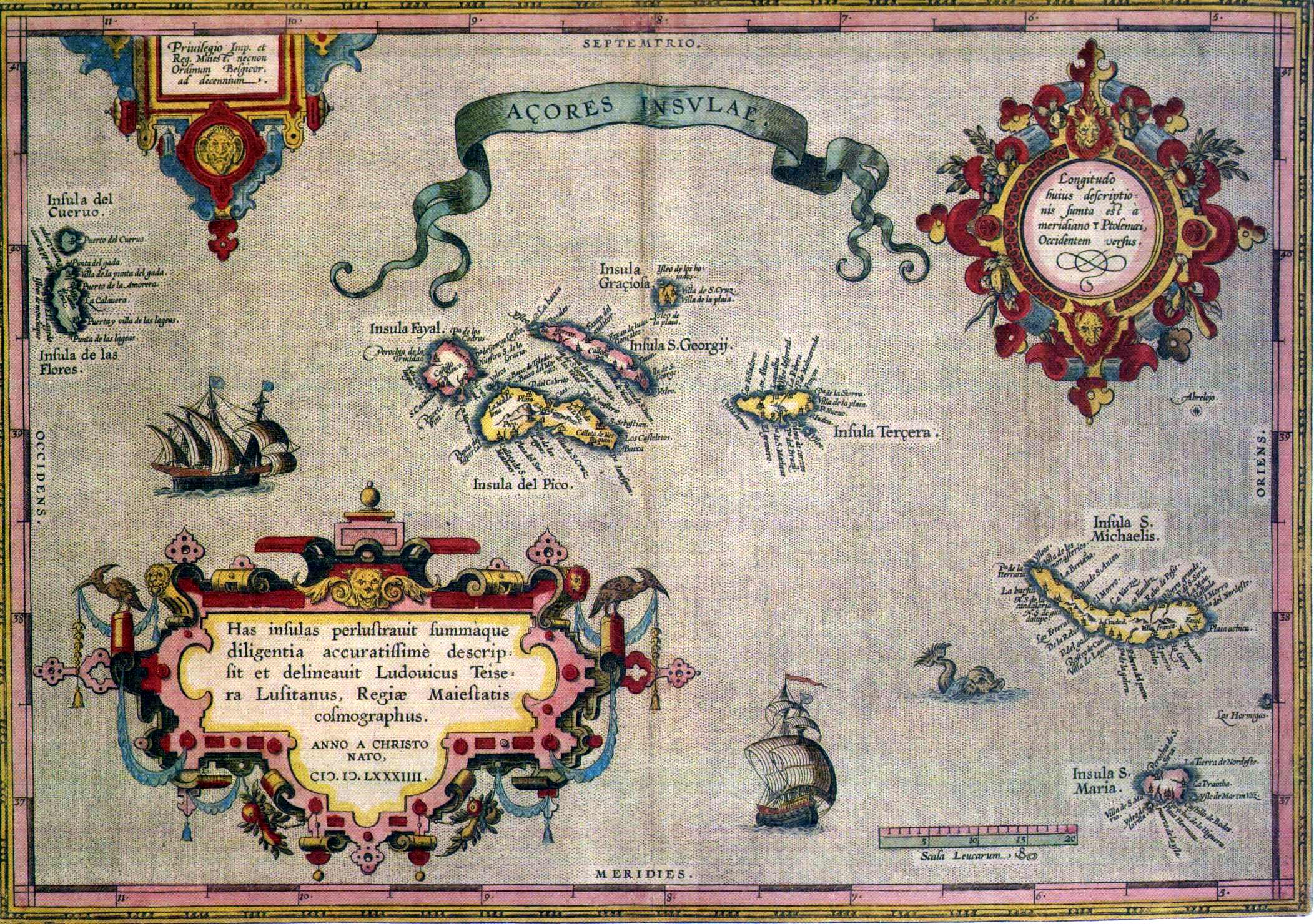
Mappa delle Azzorre di Luís Teixeira (1584)

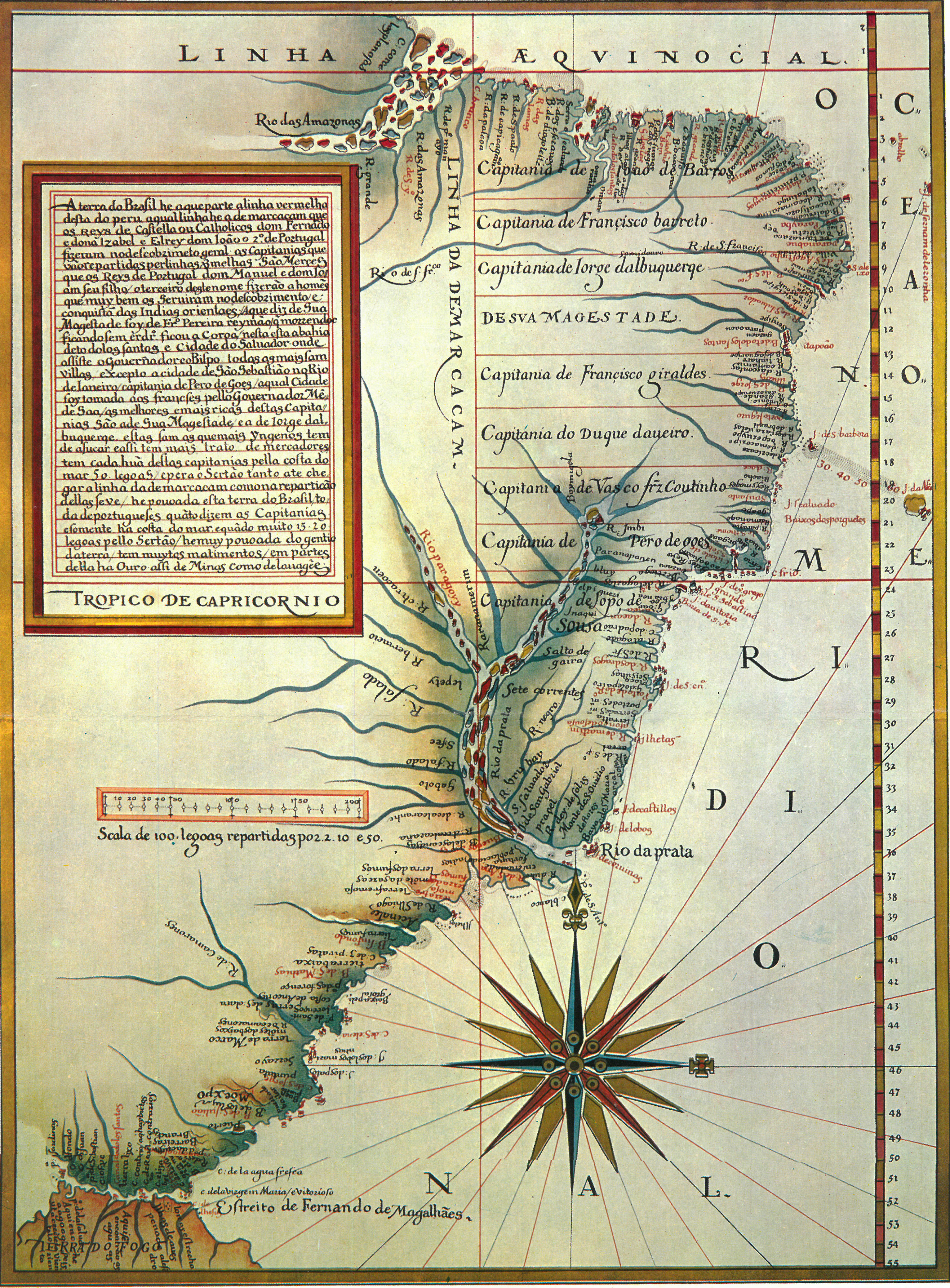
Mappa attribuita a Luís Teixeira raffigurante il Brasile diviso in capitanerie

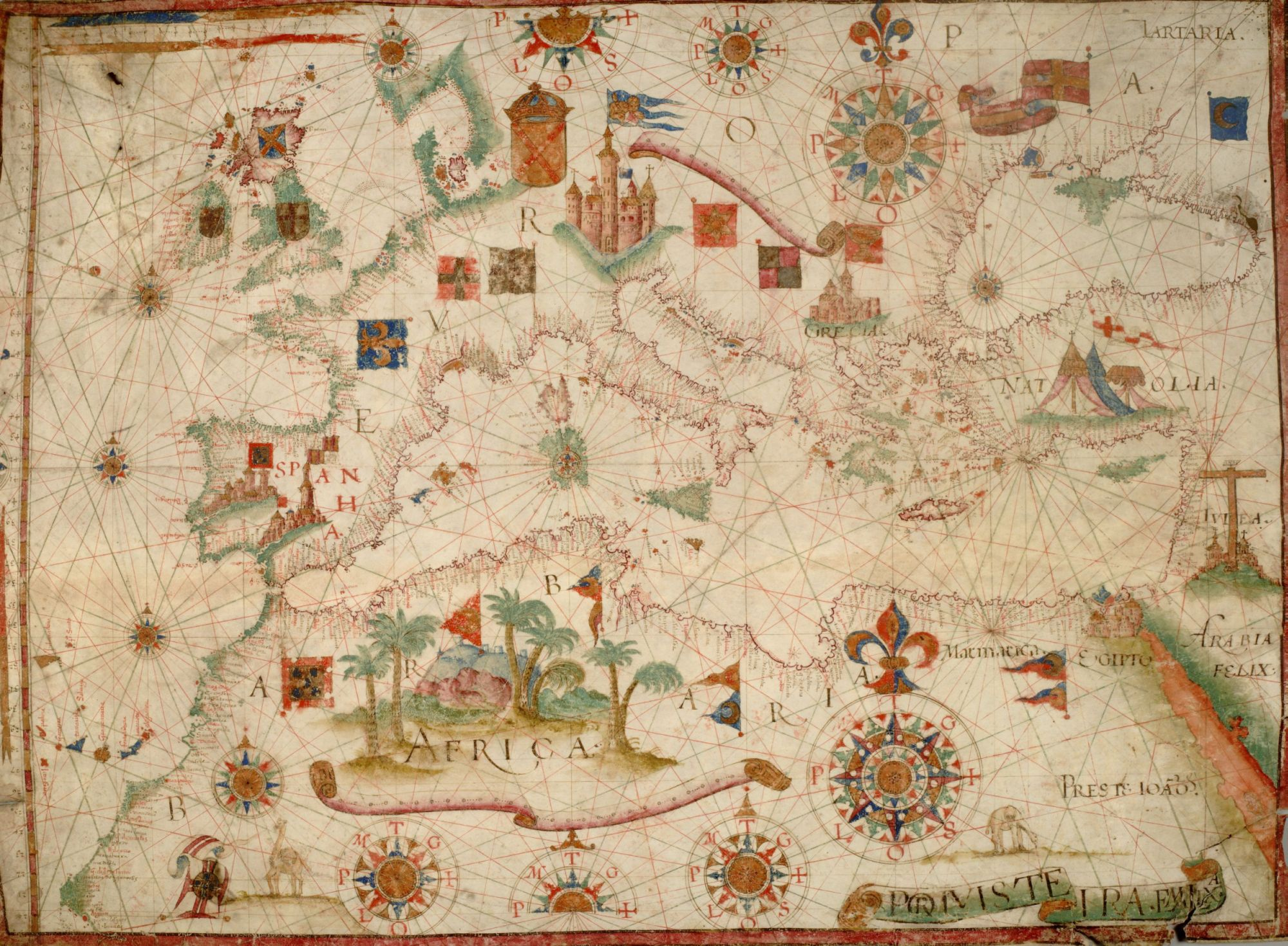
Mappa nautica del Mediterraneo, 1600 ca.

Luís Teixeira faceva parte di una famiglia di cartografi: erano infatti cartografi anche i suoi due figli João Teixeira Albernaz il vecchio e Pedro Teixeira Albernaz e successivamente João Teixeira Albernaz II, figlio dell'omonimo citato in precedenza.
Non va confuso con Luís Teixeira Lobo, uno dei primi umanisti del rinascimento portoghese, rettore dell'Università di Siena (1476) e professore di legge a Ferrara (1502) e in seguito insegnante del sovrano di Portogallo Giovanni III.
Teixeira contribuì ad una delle prime mappe del Giappone (Iaponiae Insulae Descriptio) nell'atlante Theatrum Orbis Terrarum di Abramo Ortelio. Fu la prima mappa a sé stante del Giappone che venne usata come mappa di riferimento fino alla realizzazione della mappa di Martino Martini pubblicata nel Novus Atlas Sinensis del 1655 pubblicato da Joan Blaeu.
Intorno al 1574 navigò su incarico reale lungo la costa brasiliana per disegnarne la mappa. A quel periodo risale l'atlante della colonia del Brasile intitolato Roteiro de todos os sinais, conhecimentos, fundos, baixos, alturas, e derrotas que há na costa do Brasil desde o Cabo de Santo Agostinho até ao estreito de Fernão de Magalhães (1586).
Le sue mappe del Brasile furono in seguito migliorate dai figli e dal nipote.